# Île Ansarón
L' Île Ansarón, (en espagnol Isla Ansarón  et en galicien Illa Ansarón), est une île située sur la côte nord de la commune galicienne de Xove, en Espagne.

## Description
C'est une île rocheuse de 10 ha de superficie. C'est l'une des plus grandes îles de la côte de la province de Lugo. Elle est élevée  et escarpée (avec un maximum de 80 m). Caché parmi ses falaises de granit abruptes se trouve l'un des trésors les plus prisés de la cuisine galicienne, le pouce-pied. C'est aussi une zone de reproduction pour les oiseaux marins comme l'océanite tempête (Hydrobates pelagicus), le courlis corlieu (Numenius phaeopus) et le cormoran.